# مضاد ذيفان

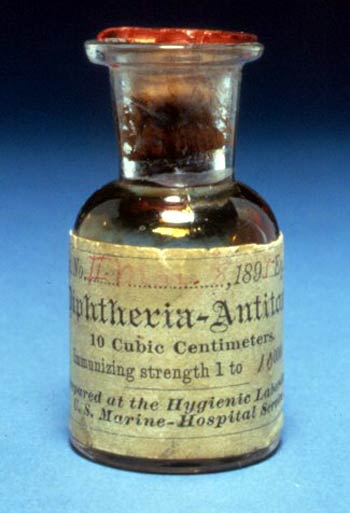
قارورة من عام 1895 لمضاد ذيفان الخناق.

مضاد الزيفان أو مضاد الذيفان أو مضاد السم أو مضاد للتوكسين (بالإنجليزية: Antitoxin)‏ هي الأجسام المضادة لديها القدرة على تثبيط سموم (ذيفانات) محددة. هي تنتجها بعض الحيوانات، والنباتات، والبكتيريا. بالرغم من أنها الأكثر فاعلية في تحييد (أو تثبيط) السموم، فإنها يمكن أن تقتل البكتيريا وغيرها من الكائنات الحية الدقيقة. الأدوية تصنع داخل الكائنات الحية، ولكن يمكن حقن الكائنات الأخرى، بما فيها البشر. ويشمل هذا الإجراء حقن حيوان آمن مبلغ معين السمية. بعد ذلك، وجسم الحيوان يكون مضاد الذيفان اللازم لإبطال مفعول المادة السامة. في وقت لاحق، وسحب الدم من الحيوانات. عندما يتم الحصول على مضاد الذيفان من الدم، ومن تنقية وحقن بشرية أو حيوانية أخرى.لمنع داء المصل، وأنه كثيرا ما يكون من الأفضل استخدام مضاد الذيفان المتولد من نفس النوع (أي استخدام الترياق المستخرج من الإنسان لعلاج الإنسان).